# ティム・ボッシュ
ティム・ボッシュ（Tim Boetsch、1981年1月28日 - ）は、アメリカ合衆国の男性総合格闘家。メイン州リンカンヴィル出身。チーム・アイリッシュ所属。ティム・ボーシュ、ティム・ブティッシュとも表記される。
ブルース・リーが創始した格闘技ジークンドーの使い手。

## 来歴
高校時代はレスリングで4度の州王者となり、オールアメリカンに選出された。ロックヘブン大学進学後もレスリングを続け、卒業後の2006年にプロ総合格闘技デビュー。
2007年8月2日、初参戦となったIFLでウラジミール・マティシェンコと対戦し、0-3の判定負け。キャリア7戦目で初黒星を喫した。

### UFC
2008年2月2日、UFC初参戦となったUFC 81でデビッド・ヒースと対戦し、TKO勝ちを収めた。
2011年5月28日、ミドル級転向初戦となったUFC 130でケンドール・グローブと対戦し、3-0の判定勝ちを収めた。
2012年2月26日、日本で開催されたUFC 144で岡見勇信と対戦。マウントポジションを奪われるなど2Rまで劣勢だったものの、3Rにクリンチアッパーの連打で逆転のTKO勝ち。
2012年7月21日、UFC 149でBellator世界ミドル級王者ヘクター・ロンバードと対戦し、2-1の判定勝ち。
2013年7月6日、UFC 162でミドル級ランキング8位のマーク・ムニョスと対戦し、0-3の判定負け。
2014年4月26日、UFC 172でミドル級ランキング5位のルーク・ロックホールドと対戦し、キムラロックで一本負け。
2014年8月16日、UFC Fight Night: Bader vs. St. Preuxでブラッド・タヴァレスと対戦し、パウンドでTKO勝ち。パフォーマンス・オブ・ザ・ナイトを受賞した。
2015年1月31日、UFC 183でミドル級ランキング11位のターレス・レイチと対戦し、肩固めで一本負け。敗れはしたものの、ファイト・オブ・ザ・ナイトを受賞した。
2016年11月12日、UFC 205でミドル級ランキング14位のハファエル・ナタウと対戦し、パウンドでTKO勝ち。
2017年2月11日、UFC 208でミドル級ランキング3位のホナウド・ジャカレイと対戦しキムラロックで一本負け。
2017年6月25日、UFC Fight Night: Chiesa vs. Leeでジョニー・ヘンドリックスと対戦。体重超過のヘンドリックスをハイキックからのクリンチアッパー連打でTKO勝ち。

## 戦績
| 総合格闘技 戦績 | 総合格闘技 戦績 | 総合格闘技 戦績 | 総合格闘技 戦績 | 総合格闘技 戦績 | 総合格闘技 戦績 | 総合格闘技 戦績 |
| --------------- | --------------- | --------------- | --------------- | --------------- | --------------- | --------------- |
| 31 試合         | (T)KO           | 一本            | 判定            | その他          | 引き分け        | 無効試合        |
| 21 勝           | 11              | 5               | 5               | 0               | 0               | 0               |
| 10 敗           | 4               | 3               | 3               | 0               | 0               | 0               |

| 勝敗 | 対戦相手                           | 試合結果                                   | 大会名                                                                                  | 開催年月日     |
| ×    | オマリ・アフメドフ                 | 5分3R終了 判定0-3                          | UFC Fight Night: Lewis vs. dos Santos                                                   | 2019年3月9日   |
| ×    | アントニオ・カルロス・ジュニオール | 1R 4:28 リアネイキッドチョーク             | UFC on FOX 29: Poirier vs. Gaethje                                                      | 2018年4月14日  |
| ○    | ジョニー・ヘンドリックス           | 2R 0:46 TKO（右クリンチアッパー→パウンド） | UFC Fight Night: Chiesa vs. Lee                                                         | 2017年6月25日  |
| ×    | ホナウド・ジャカレイ               | 1R 3:41 キムラロック                       | UFC 208: Holm vs. de Randamie                                                           | 2017年2月11日  |
| ○    | ハファエル・ナタウ                 | 1R 3:22 TKO（右フック→パウンド）           | UFC 205: Alvarez vs. McGregor                                                           | 2016年11月12日 |
| ○    | ジョシュ・サマン                   | 2R 3:49 TKO（パウンド）                    | UFC Fight Night: McDonald vs. Lineker                                                   | 2016年7月13日  |
| ×    | エド・ハーマン                     | 2R 1:39 KO（右膝蹴り）                     | UFC Fight Night: Dillashaw vs. Cruz                                                     | 2016年1月17日  |
| ×    | ダン・ヘンダーソン                 | 1R 0:28 KO（右アッパー→パウンド）          | UFC Fight Night: Boetsch vs. Henderson                                                  | 2015年6月6日   |
| ×    | ターレス・レイチ                   | 2R 3:45 肩固め                             | UFC 183: Silva vs. Diaz                                                                 | 2015年1月31日  |
| ○    | ブラッド・タヴァレス               | 2R 3:18 TKO（右フック→パウンド）           | UFC Fight Night: Bader vs. St. Preux                                                    | 2014年8月16日  |
| ×    | ルーク・ロックホールド             | 1R 2:08 キムラロック                       | UFC 172: Jones vs. Teixeira                                                             | 2014年4月26日  |
| ○    | CB・ダラウェイ                     | 5分3R終了 判定2-1                          | UFC 166: Velasquez vs. dos Santos 3                                                     | 2013年10月19日 |
| ×    | マーク・ムニョス                   | 5分3R終了 判定0-3                          | UFC 162: Silva vs. Weidman                                                              | 2013年7月6日   |
| ×    | コンスタンティノス・フィリッポウ   | 3R 2:11 TKO（パウンド）                    | UFC 155: dos Santos vs. Velasquez 2                                                     | 2012年12月29日 |
| ○    | ヘクター・ロンバード               | 5分3R終了 判定2-1                          | UFC 149: Faber vs. Barao                                                                | 2012年7月21日  |
| ○    | 岡見勇信                           | 3R 0:54 TKO（スタンドパンチ連打）          | UFC 144: Edgar vs. Henderson                                                            | 2012年2月26日  |
| ○    | ニック・リング                     | 5分3R終了 判定3-0                          | UFC 135: Jones vs. Rampage                                                              | 2011年9月24日  |
| ○    | ケンドール・グローブ               | 5分3R終了 判定3-0                          | UFC 130: Rampage vs. Hamill                                                             | 2011年5月28日  |
| ×    | フィル・デイヴィス                 | 2R 2:55 チキンウィングアームロック         | UFC 123: Rampage vs. Machida                                                            | 2010年11月20日 |
| ○    | トッド・ブラウン                   | 5分3R終了 判定3-0                          | UFC 117: Silva vs. Sonnen                                                               | 2010年8月7日   |
| ○    | リース・シェイナー                 | 1R 1:05 KO（パンチ連打）                   | NAFC: Stand Your Ground                                                                 | 2010年4月3日   |
| ○    | ルディ・シルベスター ・リンジー    | 2R 1:55 ギロチンチョーク                   | 5150 Combat League / XFL: New Year's Revolution 【5150 Combatライトヘビー級王座決定戦】 | 2010年1月16日  |
| ○    | アーロン・スターク                 | 2R 1:18 ギロチンチョーク                   | KOTC: Thunderstruck                                                                     | 2009年8月15日  |
| ×    | ジェイソン・ブリルズ               | 5分3R終了 判定0-3                          | UFC 96: Jackson vs. Jardine                                                             | 2009年3月7日   |
| ○    | マイク・パット                     | 1R 2:03 TKO（右ストレート→パウンド）       | UFC 88: Breakthrough                                                                    | 2008年9月6日   |
| ×    | マット・ハミル                     | 2R 1:25 TKO（マウントパンチ）              | UFC Fight Night: Florian vs. Lauzon                                                     | 2008年4月2日   |
| ○    | デビッド・ヒース                   | 1R 4:52 TKO（パウンド）                    | UFC 81: Breaking Point                                                                  | 2008年2月2日   |
| ×    | ウラジミール・マティシェンコ       | 4分3R終了 判定0-3                          | IFL: 2007 Semifinals                                                                    | 2007年8月2日   |
| ○    | ブレンダン・バレット               | 2R 3:00 ギロチンチョーク                   | Extreme Challenge 81                                                                    | 2007年7月28日  |
| ○    | オレグ・サヴィツキー               | 1R 3:27 TKO（パンチ連打）                  | Extreme Challenge 78                                                                    | 2007年6月9日   |
| ○    | ルイス・パスカベジ                 | 1R 0:20 TKO（パンチ連打）                  | Reality Fighting 15                                                                     | 2007年5月19日  |
| ○    | ハジム・イブラヒム                 | 1R 1:10 ギブアップ（パンチ連打）           | Extreme Challenge 75 【Extreme Challengeライトヘビー級王座決定戦】                      | 2007年3月23日  |
| ○    | ハジム・イブラヒム                 | 1R 3:47 TKO（パンチ連打）                  | Reality Fighting 14: Fall Brawl 【RFライトヘビー級王座決定戦】                          | 2006年11月18日 |
| ○    | デミアン・デコラ                   | 3R 1:27 ギブアップ（パンチ連打）           | Madtown Throwdown 9                                                                     | 2006年10月14日 |

## 獲得タイトル
- Reality Fightingライトヘビー級王座（2006年）
- Extreme Challengeライトヘビー級王座（2007年）
- 5150 Combat Leagueライトヘビー級王座（2010年）

## 表彰
- UFC ファイト・オブ・ザ・ナイト（1回）
- UFC パフォーマンス・オブ・ザ・ナイト（2回）